# Lepisorus intermedius
Lepisorus intermedius là một loài dương xỉ trong họ Polypodiaceae. Loài này được Ching & Khullar mô tả khoa học đầu tiên năm 1994.
Danh pháp khoa học của loài này chưa được làm sáng tỏ. 